# حور بنت سلطان القاسمي
حور بنت سلطان القاسمي هي مؤسسة ورئيسة مؤسسة الشارقة للفنون منذ 2002 ورئيسة لمؤسسة ترينالي الشارقة للعمارة منذ 2022.

## حياتها
ولدت حور بنت سلطان بن محمد القاسمي في 1980. وهي ابنة سلطان القاسمي حاكم الشارقة الحالي وجواهر بنت محمد القاسمي. تحصلت على بكالوريوس في الفنون الجميلة من "كلية سليد للفنون الجميلة" في العام 2002 ودرست في الأكاديمية الملكية للفنون في لندن أين تحصلت على ماجستير في الرسم في العام 2004 وعلى ماجستير في تقييم الفن المعاصر في 2008.
كانت عضوا في لجنة تحكيم مهرجان دبي السينمائي الدولي في 2014 وكانت عضوا في المجلس الاستشاري ل"مركز أولينز للفن المعاصر" في الصين بين 2013 و2016. كذلك كانت القيّمة على "الجناح الوطني لدولة الإمارات العربية المتحدة" في بينالي الشارقة بين السنوات 2013 و2015. وعينت قيمة للنسخة الثانية من بينالي لاهور في 2020. عينها سلطان القاسمي رئيسة لمؤسسة ترينالي الشارقة للعمارة منذ 2022. وفي مايو 2024 عينت مديراً فنياً "بينالي سيدني" لنسخته الخامسة والعشرين.

## اُنظر أيضا
- مؤسسة الشارقة للفنون
- سلطان بن محمد القاسمي
- جواهر بنت محمد القاسمي
- بدور بنت سلطان بن محمد القاسمي
- سلطان سعود القاسمي